# Бурдей (Україна)
Бурде́й — село в Україні, у Мамаївській громаді Чернівецького району Чернівецької області.

## Населення
Національний склад населення за даними перепису 1930 року у Румунії:
| Національність | Кількість осіб | Відсоток |
| -------------- | -------------- | -------- |
| українці       | 404            | 99,26 %  |
| румуни         | 3              | 0,74 %   |

Мовний склад населення за даними перепису 1930 року:
| Мова       | Кількість осіб | Відсоток |
| ---------- | -------------- | -------- |
| українська | 404            | 99,26 %  |
| румунська  | 2              | 0,49 %   |
| німецька   | 1              | 0,25 %   |

### Мова
Розподіл населення за рідною мовою за даними перепису 2001 року:
| Мова       | Кількість | Відсоток |
| ---------- | --------- | -------- |
| українська | 330       | 100%     |

## Галерея

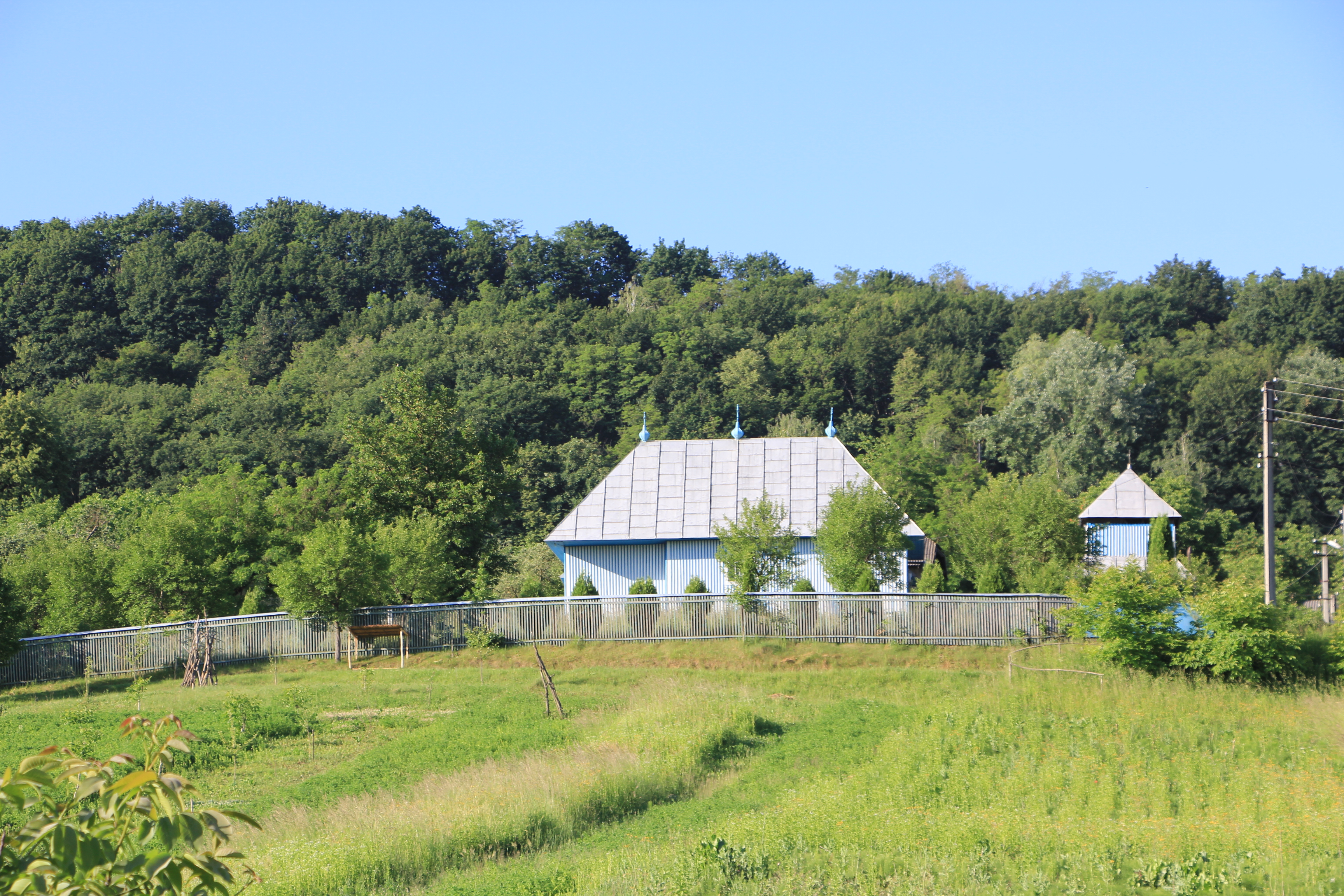
Дерев'яна церква Св. Дмитра 1827 с. Бурдей
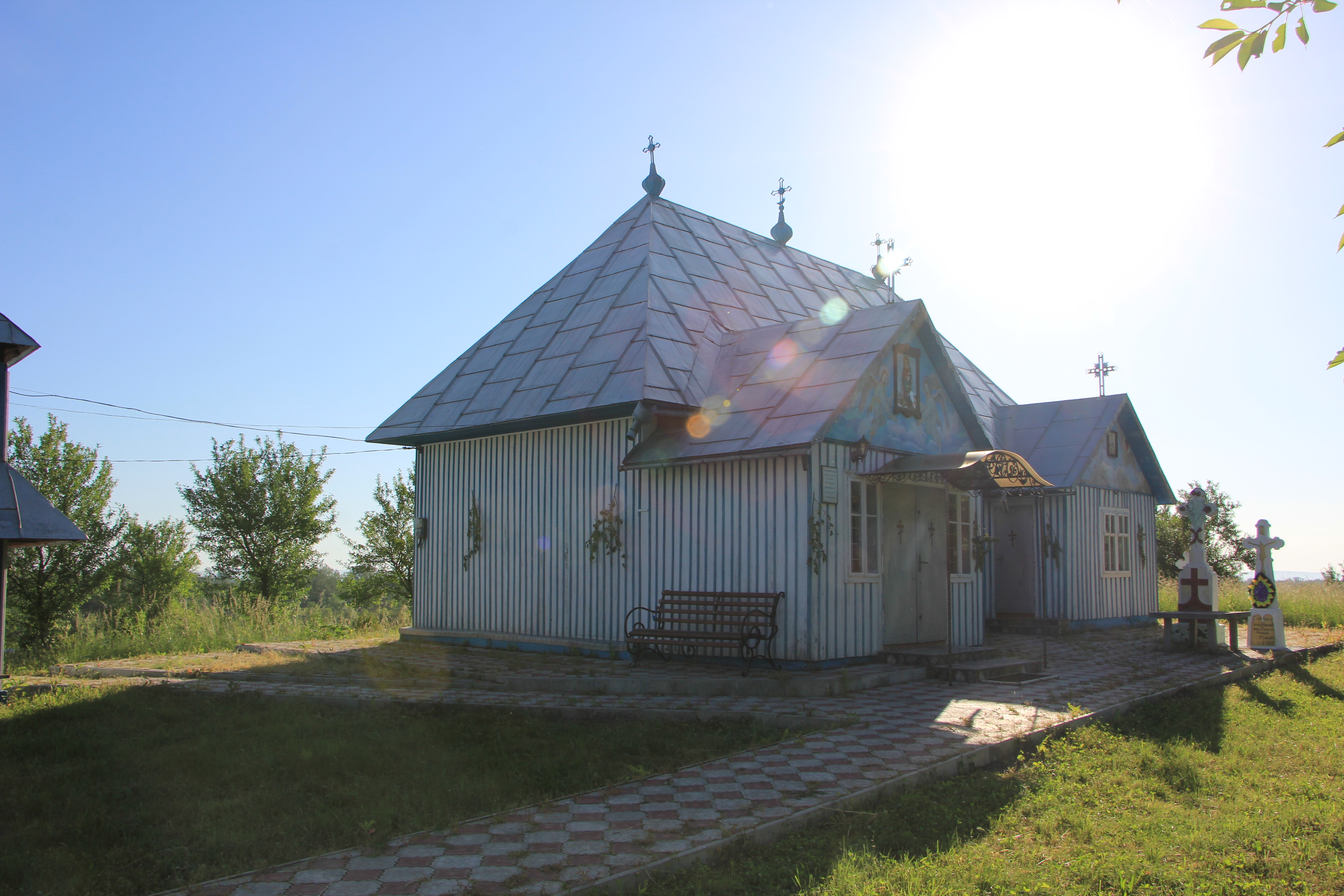
Дерев'яна церква Св. Дмитра 1827 с. Бурдей
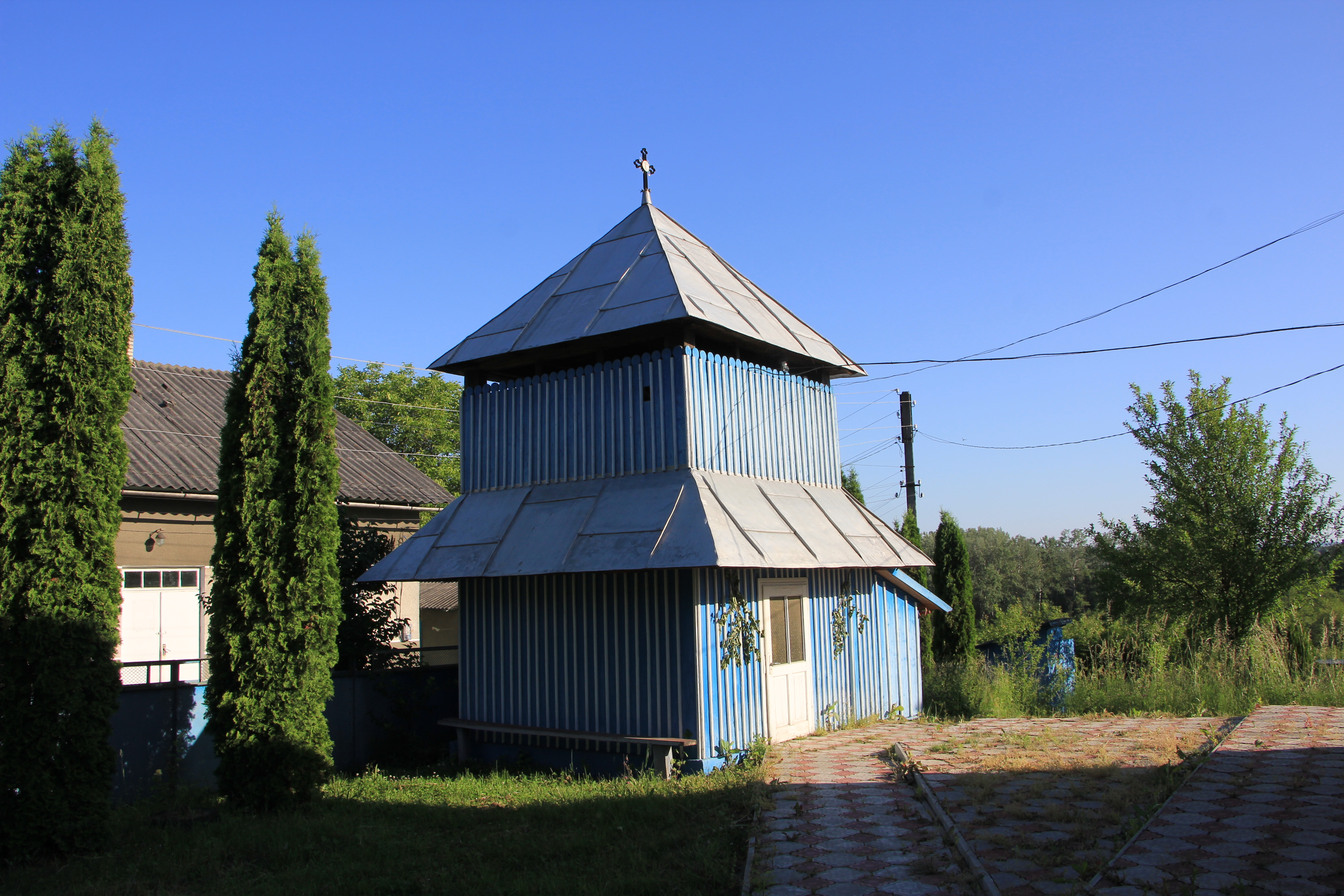
Дерев'яна церква Св. Дмитра 1827 с. Бурдей